# Språk i Ukraina

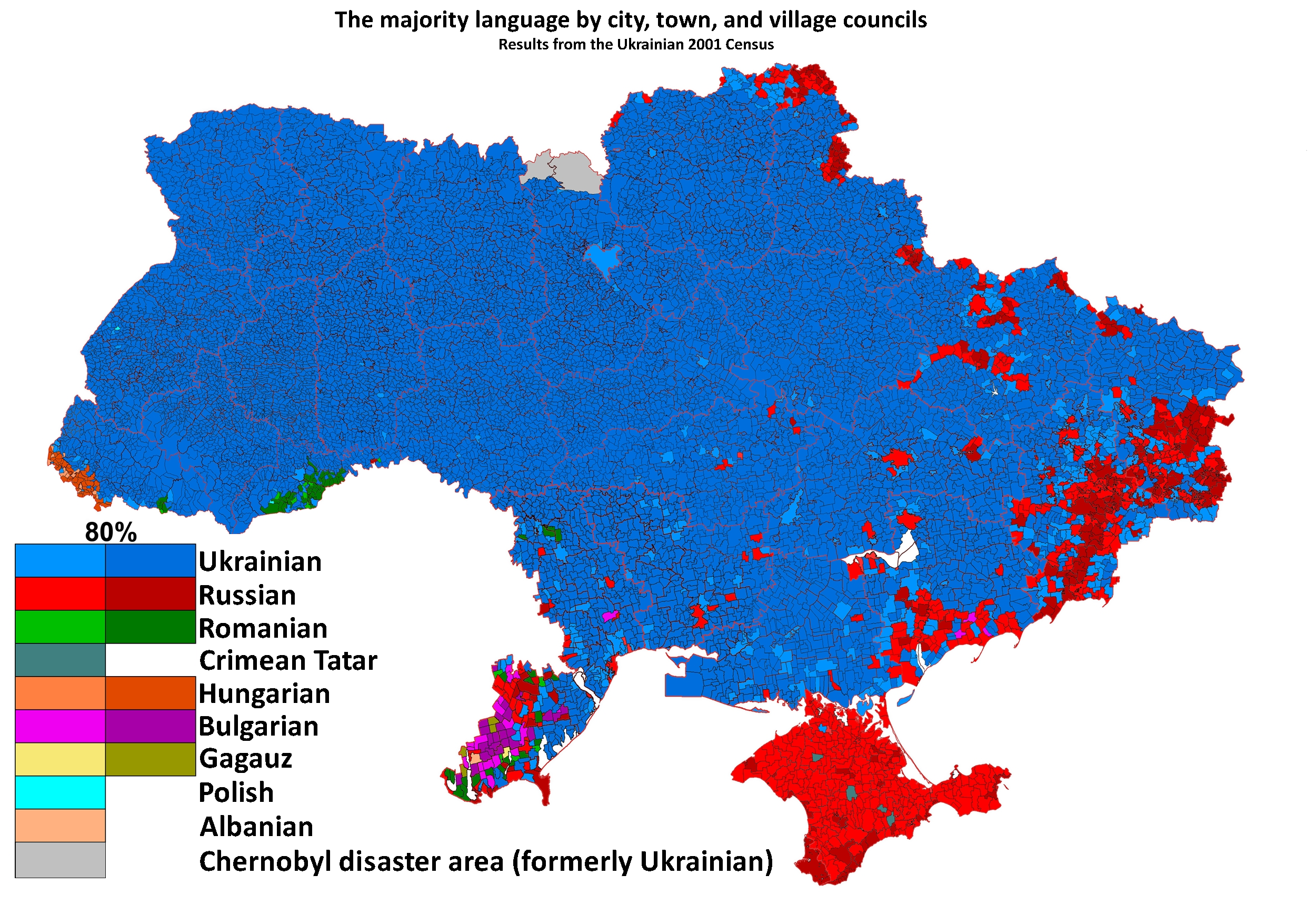
Ukrainas språkliga situation enligt folkräkningen år 2001.

Det enda officiella språket i Ukraina är ukrainska. Det talas även många andra språk som hör till både indoeuropeiska och turkiska språk. Enligt Ethnologue talas det 22 språk i Ukraina.

## Ukrainska och ukrainskt teckenspråk

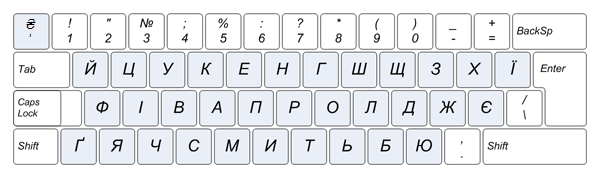
Mallen om det ukrainska tangentbord

Ukrainas grundlag (artikel 10) definierar ukrainska som statens enda officiella språk.
Enligt Ukrainas folkräkning år 2001 var ukrainska modersmålet för 67,53 procent av statens befolkning.
År 2016 stiftades det en lag som kräver att alla TV- och radiokanaler ska ha minst 60 procent av sitt innehåll på ukrainska. Lagens syfte var att motarbeta separatistiska rörelser. Oppositionsblocket motsatte sig lagen.. År 2017 stiftades det en annan lag som gjorde ukrainska till det primära undervisningsspråket i skolorna. Enligt myndigheterna är syftet med lagen att förstärka medborgarnas kunskaper i ukrainska. Politiska ledare i bland annat Ungern och Rumänien uttryckte sin oro över de språkliga minoriteternas rättigheter efter lagförändringen..
Det ukrainska teckenspråket används av cirka 219 000 människor.

## Ryska språket
Ryska är det första andraspråket för många ukrainare. Ett blandspråk, surzjyk, har uppstått vilket används speciellt i Ukrainas centrala delar där de två språkliga grupperna möts.. Ukrainas grundlag garanterar rätten att använda och utveckla kultur på ryska såsom på alla andra minoritetsspråk.
Enligt folkräkningen år 2001 var ryska modersmål för 29,59 procent av befolkningen.

## Andra språk
De synliga minoriteterna i Ukraina talar polska, jiddisch, rutenska, belarusiska, rumänska, bulgariska, krimtatariska och ungerska. Romani delas i fem olika dialekter: balkanromani, karpatisk romani, baltisk romani, sinteromani och vlaxromani.
Utöver ryska erkänner Ukrainas språklag nio andra språk. De är jiddisch, rutenska, rumänska, belarusiska, krimtatariska, bulgariska, ungerska och armeniska.
Antal talare av minoritetsspråken enligt folkräkningen år 2001:
| Språk         | Antal talare | Andel |
| ------------- | ------------ | ----- |
| Krimtatariska | 231 382      | 0,48% |
| Moldaviska    | 185 032      | 0,38% |
| Ungerska      | 161 618      | 0,34% |
| Rumänska      | 142 671      | 0,30% |
| Bulgariska    | 134 396      | 0,28% |
| Belarusiska   | 56 249       | 0,12% |
| Armeniska     | 51 847       | 0,11% |
| Gagauziska    | 23 765       | 0,05% |
| Romani        | 22 603       | 0,05% |
| Polska        | 19 195       | 0,04% |
| Tyska         | 4 206        | 0,01% |
| Grekiska      | 6 029        | 0,01% |
| Hebreiska     | 3 307        | 0,01% |
| Slovakiska    | 2 768        | 0,01% |
| Karaimiska    | 96           | 0,00% |
| Övriga        | 143 163      | 0,30% |
| Ej uppgivet   | 201 437      | 0,42% |
| Total         | 48 240 902   | 100%  |